# Basilique Notre-Dame de l'Osier
La basilique Notre-Dame de l'Osier est une basilique située dans le département français de l'Isère en région Auvergne-Rhône-Alpes.
Édifiée en 1858 sur le lieu du « miracle de l'Osier » de 1649, elle remplace une église précédente, devenue trop petite et construite en 1659. Cette nouvelle église, construite par les père Oblats de Marie-Immaculée (qui avaient en charge le sanctuaire depuis 1834), est construite sur une dizaine d'années, selon les plans de l'architecte Alfred Berruyer.
Construite en brique, pierre calcaire et béton moulé, dans le style néogothique, cette église ne sera jamais terminée suivant les plans originels. Elle est consacrée en 1873, puis élevée au rang de basilique mineure en 1924 par le pape Pie XI.
Le XXe siècle voit survenir une série de dégradations (foudre en 1939, séisme en 1962), qui cumulés à un défaut d'entretien, amène des « problèmes de sécurité et de conservation du patrimoine ». La charpente est refaite en 1983, et une expertise complète du bâtiment faite en 1998. L'évaluation du coût des travaux réactualisée en 2010 coïncide avec la fondation d'une association ayant pour but la restauration du bâtiment. Les premiers travaux de conservation et restauration sont réalisés en 2017.
Après le départ de la communauté religieuse gérant le site en 1997, c'est une association de laïcs qui a pour mission de gérer l'accueil des pèlerins sur le site.

## Historique

### L'apparition mariale

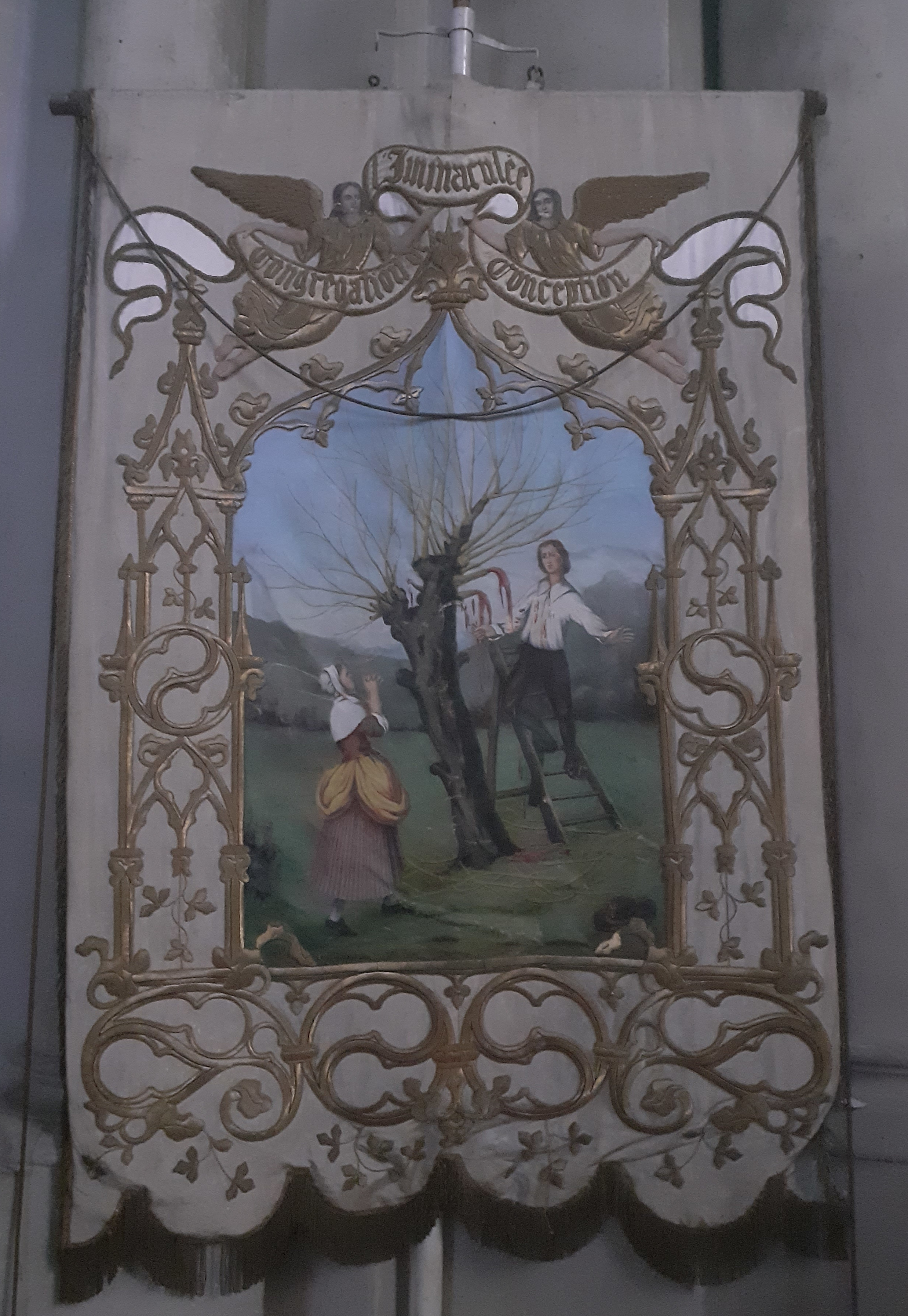
Bannière de procession représentant le miracle.

Le 25 mars 1649 se produit, dans le village de Notre-Dame-de-l'Osier Le « miracle de l'Osier », qui fait l'objet d'une enquête et d'un procès civil, ainsi que d'une enquête canonique de la part de l'Église. L'Église reconnaît comme un « miracle » cet événement,.
L'apparition mariale de Notre-Dame de l'Osier se serait produite le 19 septembre 1657, à Pierre Port-Combet. Cet événement, rapporté par une déclaration de son épouse 29 ans après les faits n'a pas fait l'objet d'une étude canonique de l'Église catholique,.
La particularité de ces événements (apparition et miracle de l'Osier) est que le voyant est un protestant convaincu, ce qui est un cas très rare d'apparition mariale à un « non-catholique ». Le voyant se convertira au catholicisme plusieurs mois après l'apparition mariale, et sur son lit de mort (sept jours avant sa mort),. Le sanctuaire intègre une chapelle dédiée à cette apparition, et fait une large part à ce récit d'apparition.

### Le sanctuaire

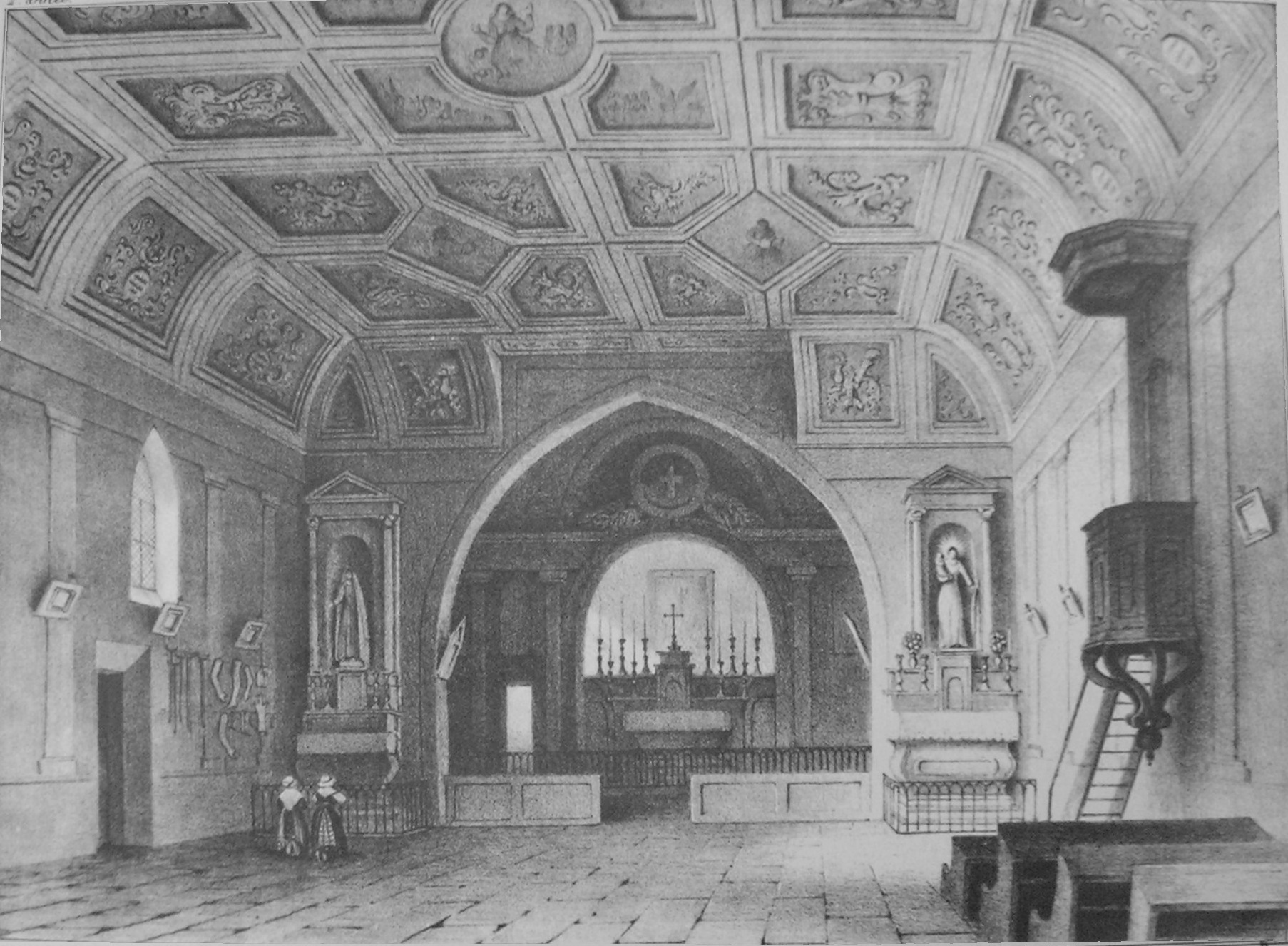
Vue de l'intérieur de la première église de Notre-Dame-de-l'Osier construite en pierre.

Les premiers éléments du sanctuaire sont édifiés dès le XVIIe siècle, quelques années après le « miracle de l'Osier » (en 1649). Des constructions successives voient le jour, au fur et à mesure du développement du culte sur place. En premier lieu une croix, puis une petite chapelle en bois (1657), puis une église en dur (1659),. En 1664, l'évêque de Grenoble établit une communauté de prêtres Augustins pour desservir le sanctuaire. Ceux-ci construisent un couvent pour accueillir leurs membres,.
Lors de la Révolution française, les religieux Augustins sont expulsés du sanctuaire lors de la saisie des biens religieux et la suppression des vœux monastiques. Le sanctuaire et l'église connaissent de nombreux pillages et destructions,,. Il faut attendre 1801 pour voir le retour de prêtres sur le lieu. En 1834, les Oblats de Marie-Immaculée viennent reprendre la gestion du sanctuaire et vont largement dynamiser le site en réalisant de multiples constructions au cours du XIXe siècle,,.

### La construction
L'église primitive étant devenue trop petite pour accueillir les pèlerins, une nouvelle église est mise en construction en 1858. La construction va durer 10 ans,. La première pierre de l'église est posée le 17 mai 1858, suivant les plans réalisés par Alfred Berruyer,. Le matériau de construction choisi est la brique rouge (ce qui est rare dans cette région). Les briques sont donc fabriquées sur place avec la terre locale. La construction utilise également la technique du béton moulé, technique novatrice pour l'époque, très utilisée par l'architecte. Les soubassements et le portail de l'édifice sont construits en pierre.
L'église ne sera jamais complètement terminée et restera sans les flèches de ses clochetons et sans le campanile qui, sur sa droite, devait supporter les cloches. Seule une gravure et le vitrail central du chœur témoignent de ce qu'elle aurait dû être (même la décoration intérieure n'a pas été achevée). L'église est inaugurée en 1868, et elle est consacrée le 8 septembre 1873 en présence de l'évêque de Grenoble.
Le 9 septembre 1924, l'église de Notre-Dame de l'Osier est érigée en basilique mineure par décret du pape Pie XI. À cette occasion, une mosaïque est installée sur le tympan de l'église.

### XXeetXXIesiècles

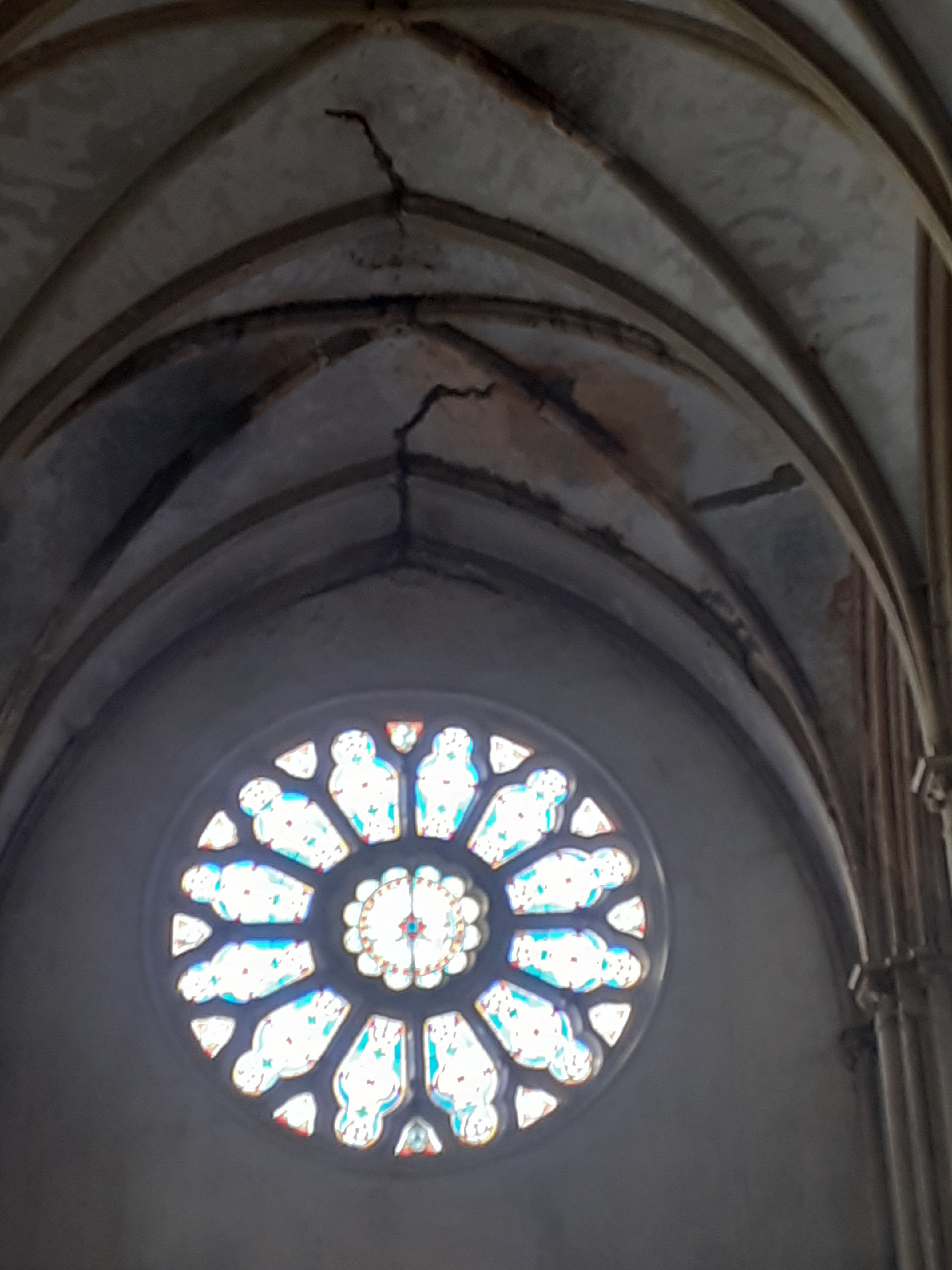
Rosace et plafond fissuré à la suite du séisme^de 1962.

En 1939 la foudre frappe l'angle Ouest de l'édifice, causant quelques dégâts. Le 26 avril 1962 un séisme cause des fissurations des voûtes et du tympan d'entrée de la basilique. À la suite de l'ouverture de voies d'eau dans la toiture (vieillissement de celle-ci, et probablement des déformations liées au séisme de 1962), la toiture est entièrement refaite en 1983.
En 1997, les Oblats quittent définitivement le sanctuaire laissant des laïcs organisés en association (« l'accueil à Notre-Dame de l'Osier ») gérer le sanctuaire, avec l'aide d'un prêtre,,.
L'état d'entretien de la basilique commençant à poser des problèmes, le maire (de l'époque), Pierre Faure, lance une expertise complète du bâtiment en 1998. Faute de travaux, les problèmes de sécurité et de conservation du patrimoine continuent de se développer « un peu plus chaque jour ». Une estimation des coûts des travaux est faite en 2002, estimation réactualisée en 2010 (estimation de 2 millions d'euros pour la restauration et la mise en valeur générale).
En juillet 2010, une association est créée pour restaurer et mettre en sécurité la basilique : l'« Association pour la restauration de la basilique Notre-Dame de l'Osier »,. Cette mission s'organise en partenariat avec la municipalité et le diocèse. Les premiers travaux envisagés concernent la restauration des vitraux, notamment ceux du transept nord (côté place) et la rosace au-dessus de la porte d’entrée. En 2017, la restauration de la grande rosace (sur la façade principale) est terminée.

## Description

### Structure générale

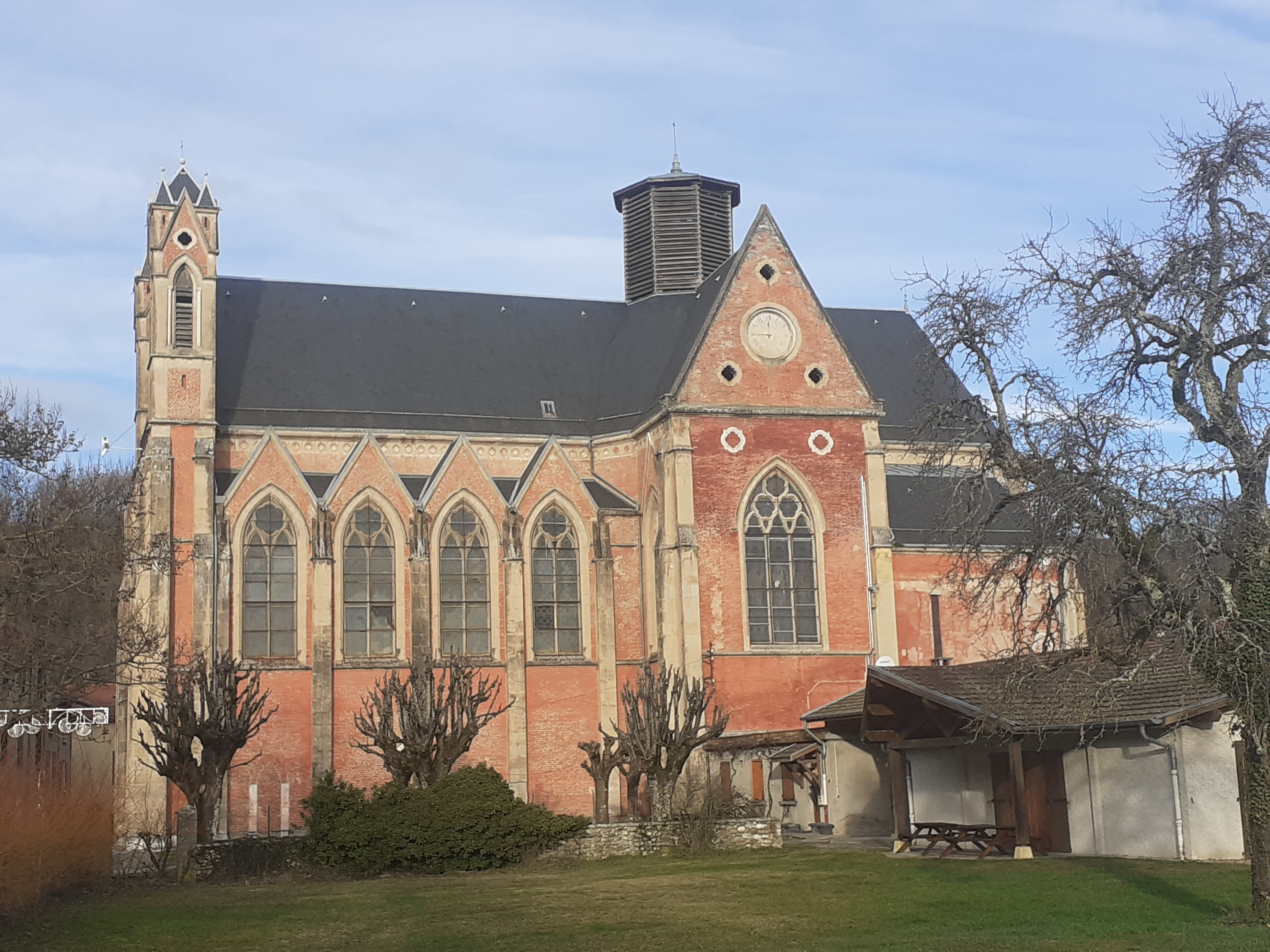
Vue de la façade Est de la basilique.

L'église n'a jamais été terminée : elle est privée des flèches qui auraient dû surplomber ses clochetons, ainsi que du campanile qui devait supporter les cloches (sur la droite de l'église). Une gravure ainsi que le vitrail central du chœur témoignent de ce qu'aurait dû être le projet mené à terme,.
Conçue par l'architecte Alfred Berruyer l'église s'inscrit dans un style néogothique « rayonnant » avec un effet de verticalité pour l'ensemble de l'édifice lié à une faible emprise au sol. L'utilisation de briques, de pierres taillées et de blocs de ciment moulé procurent une polychromie naturelle à l'ouvrage. Si l'église de style néogothique reprend nombre de codes typiques de ce type de construction au XIXe siècle, sa principale originalité tient à l'utilisation de briques rouges pour sa construction, ce qui n'est pas courant dans la région. La pierre utilisée pour la construction est une pierre calcaire de type pierre de Villebois de teinte blanche.
Le bâtiment est structuré suivant un axe Nord/Sud, avec un plan classique en croix latine avec un narthex très réduit, une nef à trois vaisseaux qui se développe sur quatre travées. Le transept est large avec une croisée complexe ; il supporte une tour-lanterne en bois. Deux chapelles latérales à absides sont situées de chaque côté du chœur, avec un accès par le transept, l'une à l'Est, l'autre à l'Ouest. La dimension de l'église reste relativement modeste avec un longueur de 42 mètres pour une largeur totale (au niveau du transept) de 22 mètres. À l'intérieur la voûte culmine à plus de 18 mètres. La sacristie est accolée à l'Est du bâtiment au niveau de la chapelle latérale Est.
À noter que les vaisseaux latéraux sont extrêmement étroits, moins d'un mètre de large, ne facilitant pas la circulation des pèlerins, mais donnant une impression de verticalité à l'ensemble,.

### Extérieur

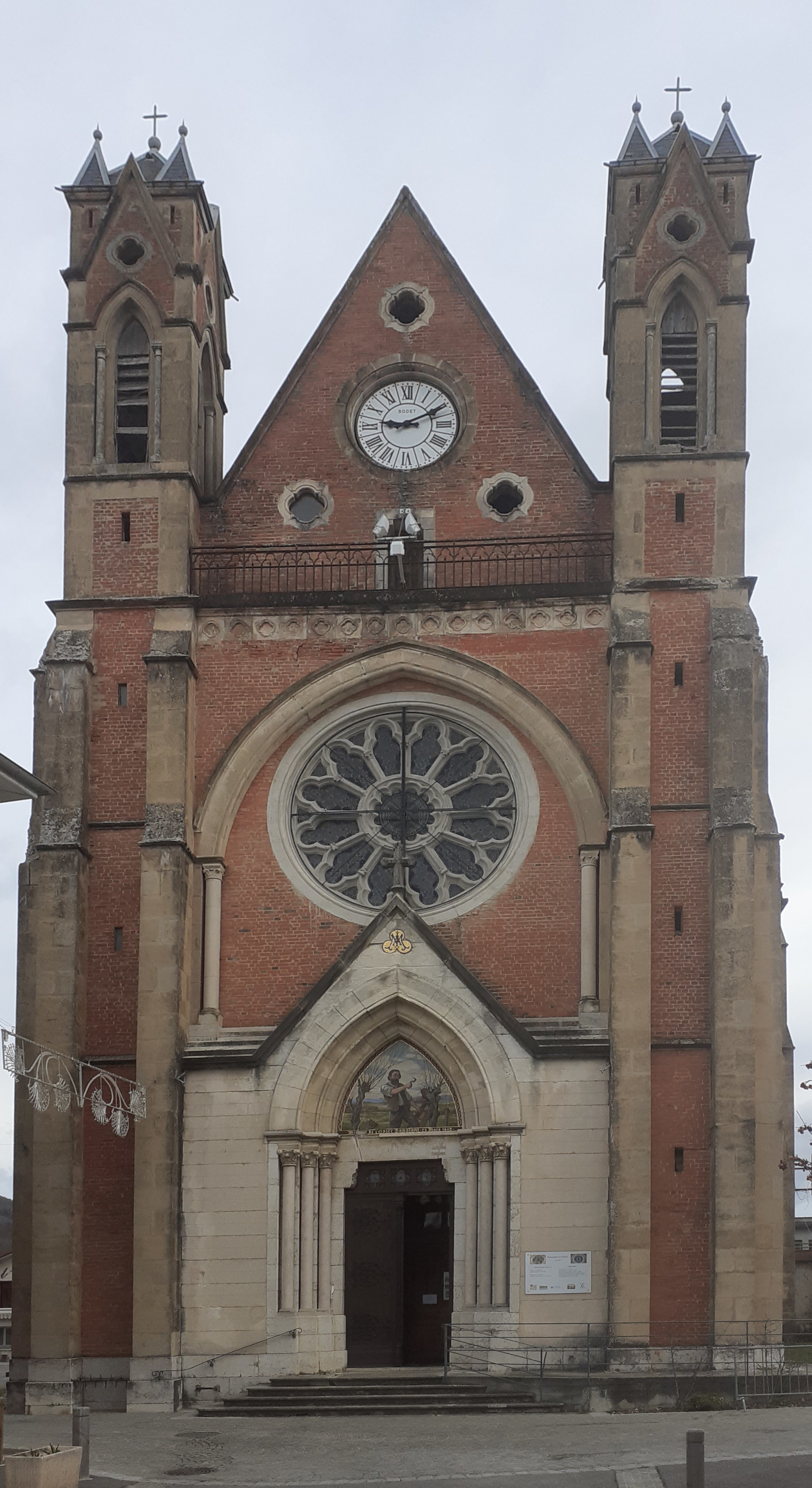
Vue de la façade Sud.

La façade sud est structurée en trois niveaux : 
- le niveau de soubassement en pierre de taille pour le parvis et le portail surmonté d'un tympan recouvert d'une mosaïque représentant le « miracle de l'osier »[11] ;
- le second niveau délimité par un arc brisé, et dont la maçonnerie de brique est percée d'une grande rose, supportant une terrasse étroite ;
- enfin un grand pignon également en brique et couvertine en pierre factice (ciment prompt moulé) percé d'une horloge et de trois fenestrons polylobés.

L'ensemble est encadré par les deux tourelles étroites percées à leur dernier niveau par des baies en lancette équipées d'abat-son en bois. Les deux tourelles auraient dû avoir des flèches, mais celles-ci n'ont pas été réalisées. Elles sont aujourd'hui couvertes par deux couvertures en ardoise dites « en pavillon ».
L'ensemble de l'édifice est couvert par une toiture en ardoises supportée par une charpente à grand comble en bois de pays.
Sur la croisée du transept, une sorte de tour lanterne en bois abrite le beffroi. Il est possible que cette tour remplace un clocher prévu au départ, mais jamais construit.

### Intérieur

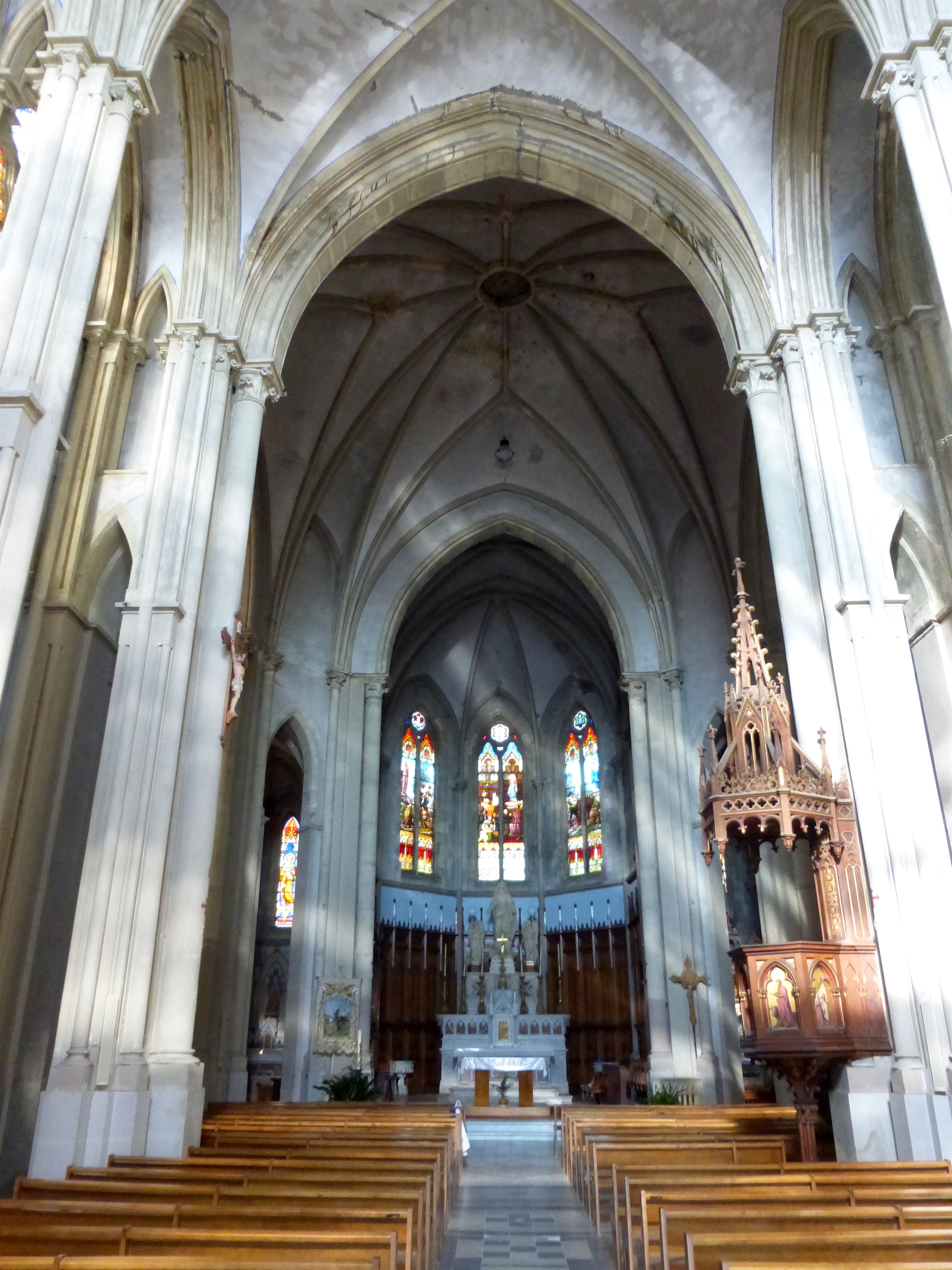
Vue de l'intérieur de la basilique.

La décoration intérieure de l'église n'a pas été terminée. Seul l'autel latéral (installé dans le transept Est) voit sa décoration finalisée. Cet autel est dédié au Sacré-Cœur. Quelques badigeons colorés sont visibles dans les murs et plafond, avec des tons pastels, mais seul le sol semble être particulièrement soigné (et finalisé ?) par rapport aux décorations murales. Le dallage est composé de carreaux de ciment avec des couleurs gris foncée, blanche et bleue. Les assemblages géométriques et les différences de contrastes entre parties claires et foncées matérialisent les différents espaces, dessinant des motifs géométriques.

#### Décoration et mobilier
À l'intérieur de l'église, se trouvent une relique de l'osier sanglant et des morceaux de la charrue du voyant. Dans l'église est également conservé l'étendard du bailli Claude de Moreton de Chabrian, ancien général des galères de Malte, porté en pèlerinage le 6 janvier 1702 avec 300 vétérans, après s'être battu sous ses plis de Naples jusqu'aux portes de Constantinople. La statue de la Vierge Marie a été mise en place par l'évêque lors de la consécration de l'église en 1873, et la couronne de la Vierge a été bénie par le pape Pie IX.
L'église possède un maître-autel, quatre autels latéraux et deux bénitiers de style néogothique, en marbre polychrome (blanc et rose) plaqué. L'autel du chœur, celui de la chapelle de la Vierge et celui de la chapelle du Sacré-cœur possèdent un retable architecturé ouvragé. La chaire à prêcher et les confessionnaux en bois sculpté, de très belle facture néogothique sont bien conservés. Au total, l'église compte une douzaine de statues de saints et un Chemin de croix.
La basilique est équipée d'un orgue, construit en 1842, probablement par la manufacture Daublaine-Callinet. Cet orgue équipait l'ancienne église située à l'emplacement du chœur actuel de la basilique. En 1869, l'orgue est installé dans la tribune de l'église. Lors de sa restauration en 1986, l'orgue est transféré dans le chœur de la basilique, son emplacement actuel,

#### Vitraux

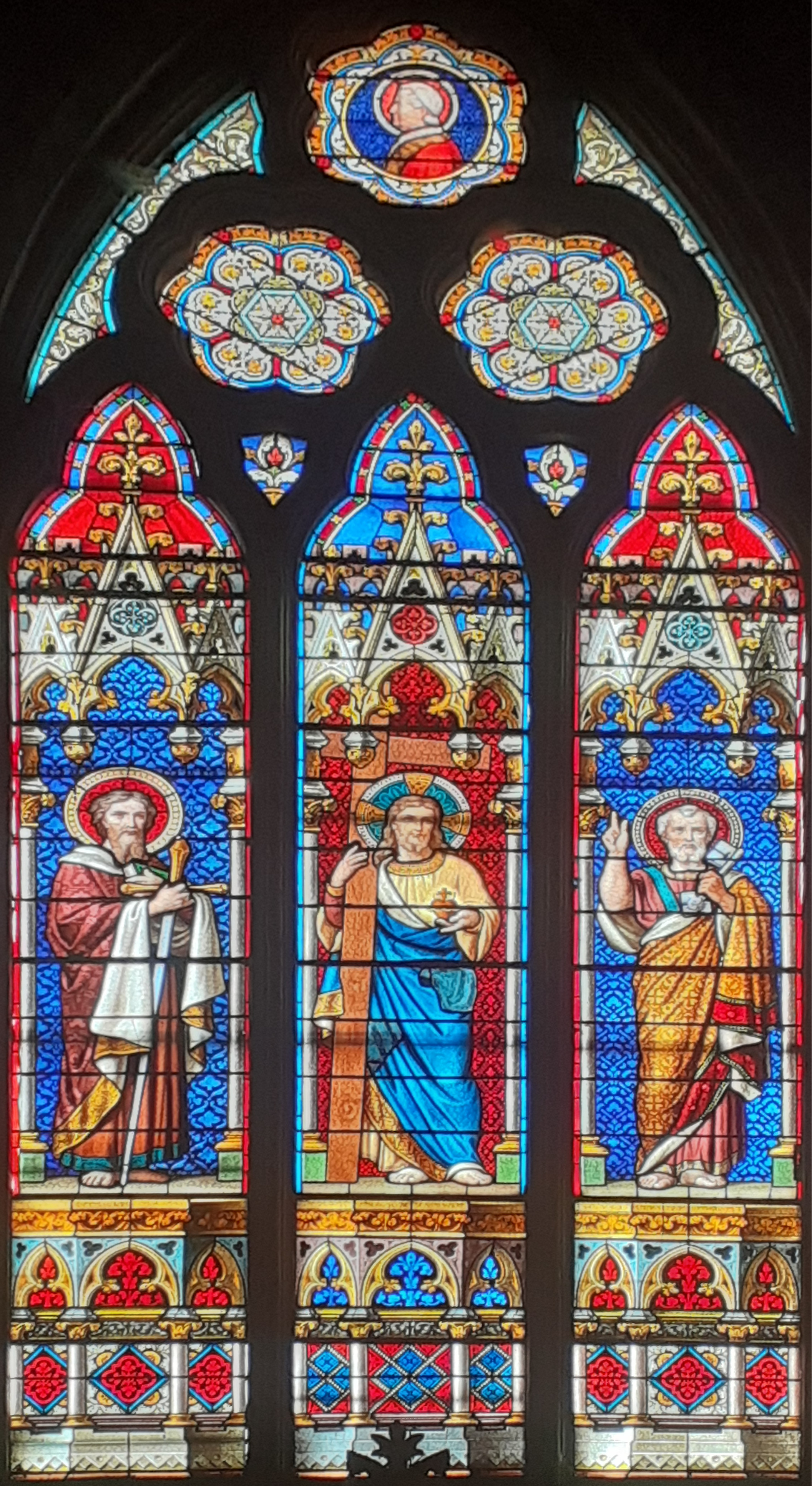
Vitraux du transept. À gauche, saint Paul, au centre, Jésus-Christ avec son Sacré-Cœur, à droite, saint Pierre.

Tous les vitraux datent de la fin du XIXe siècle et sont très représentatifs de cette époque.
- Les vitraux sur les deux bras du transept représentent des scènes historiques ou de saints personnages en pied. Ceux de la rose et des verrières de la nef sont composés de motifs géométriques complexes encadrés par une bordure à motifs.
- Les vitraux du chœur sont « les éléments les plus élégants et originaux de l'édifice ». Il s'agit de trois scènes encadrées dans un décor architecturé néogothique représentant à gauche l'épisode de l'osier sanglant, au centre l'offrande allégorique de la basilique à la Vierge Marie et à droite l'apparition de Marie à Pierre Port-Combet.
- Dans la chapelle de la Vierge (à l'Est du chœur) le vitrail représente Marie encadrée de ses parents, sainte Anne et saint Joachim. Dans la chapelle saint Joseph (à l'ouest du chœur) se trouve une représentation du saint encadré par saint Hugues et sainte Philomène, ainsi que d'un archange bénissant un prêtre.
- La verrière du bras de transept Ouest représente Jésus encadré par saint Pierre et saint Paul, en face à l'Est, la Vierge et entourée par saint Antoine de Padoue et un saint moine (saint Bruno le Chartreux ou saint Bernard de Clairvaux ?).

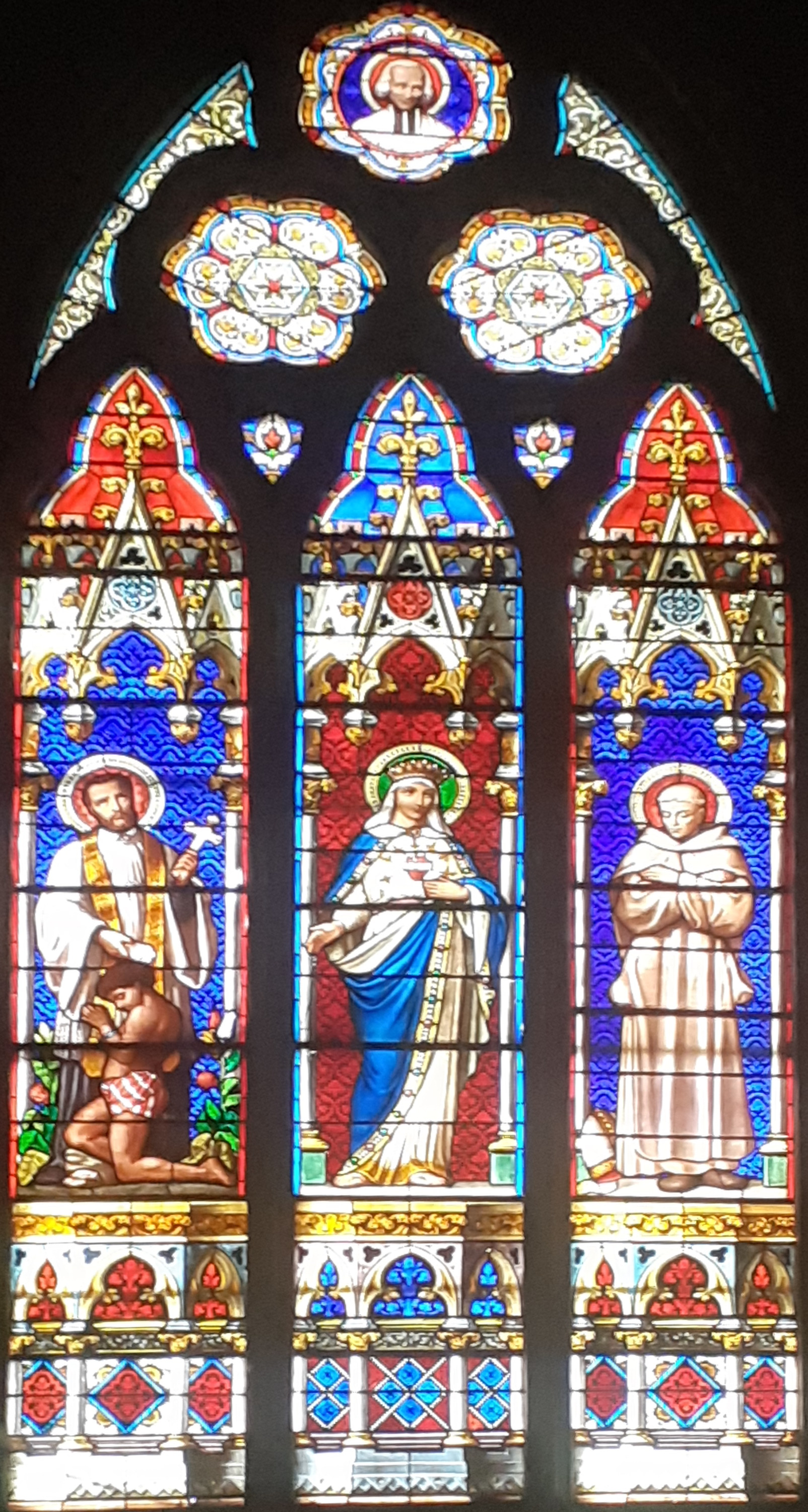
Vitrail du transept (Est). Au centre, le Cœur immaculé de Marie.
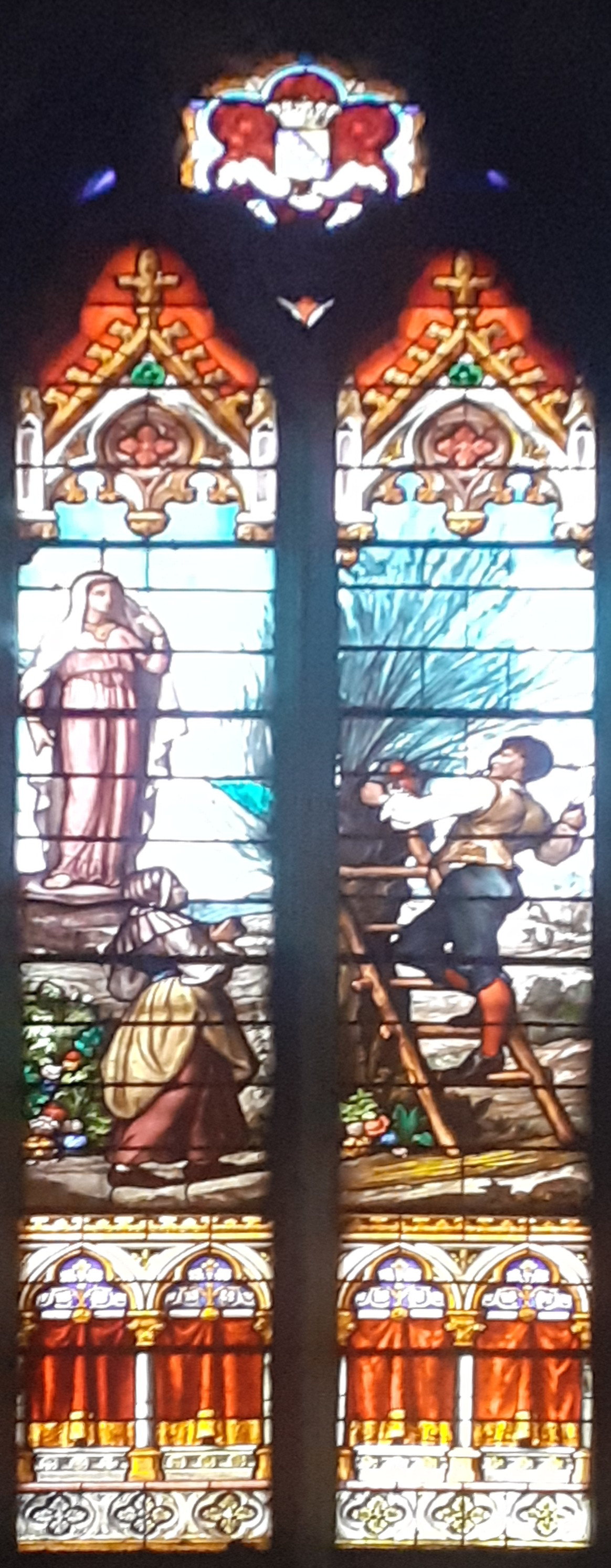
Vitrail du chœur (miracle de l'osier).
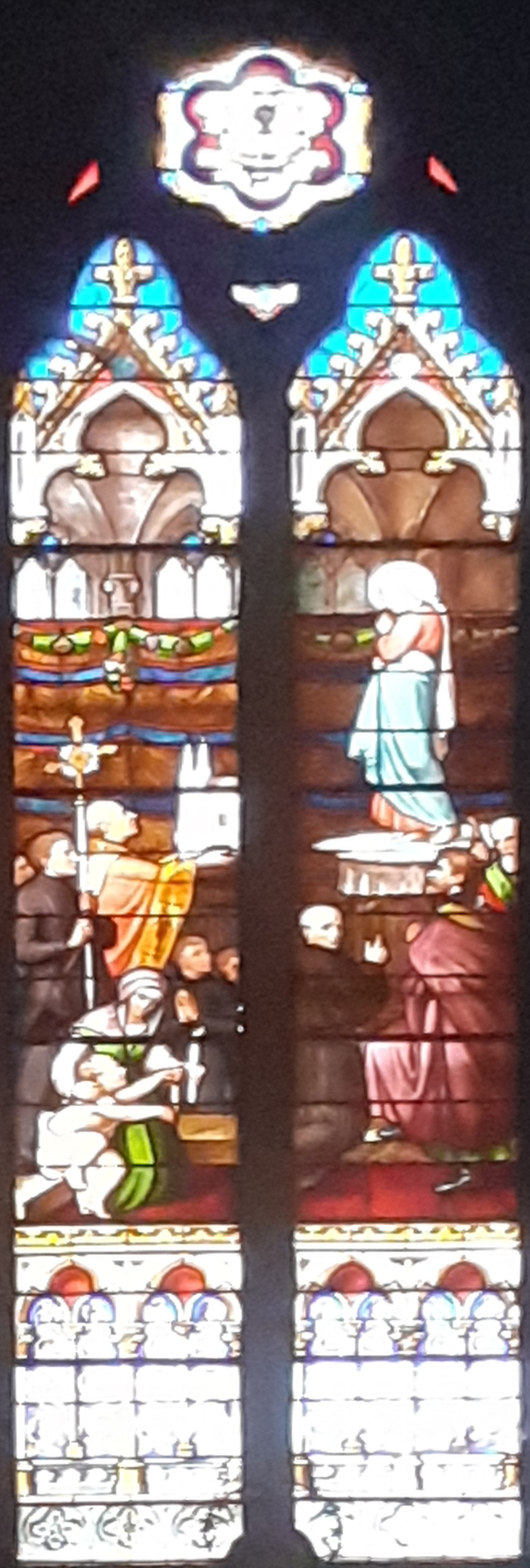
Vitrail du chœur (consécration de l'église).
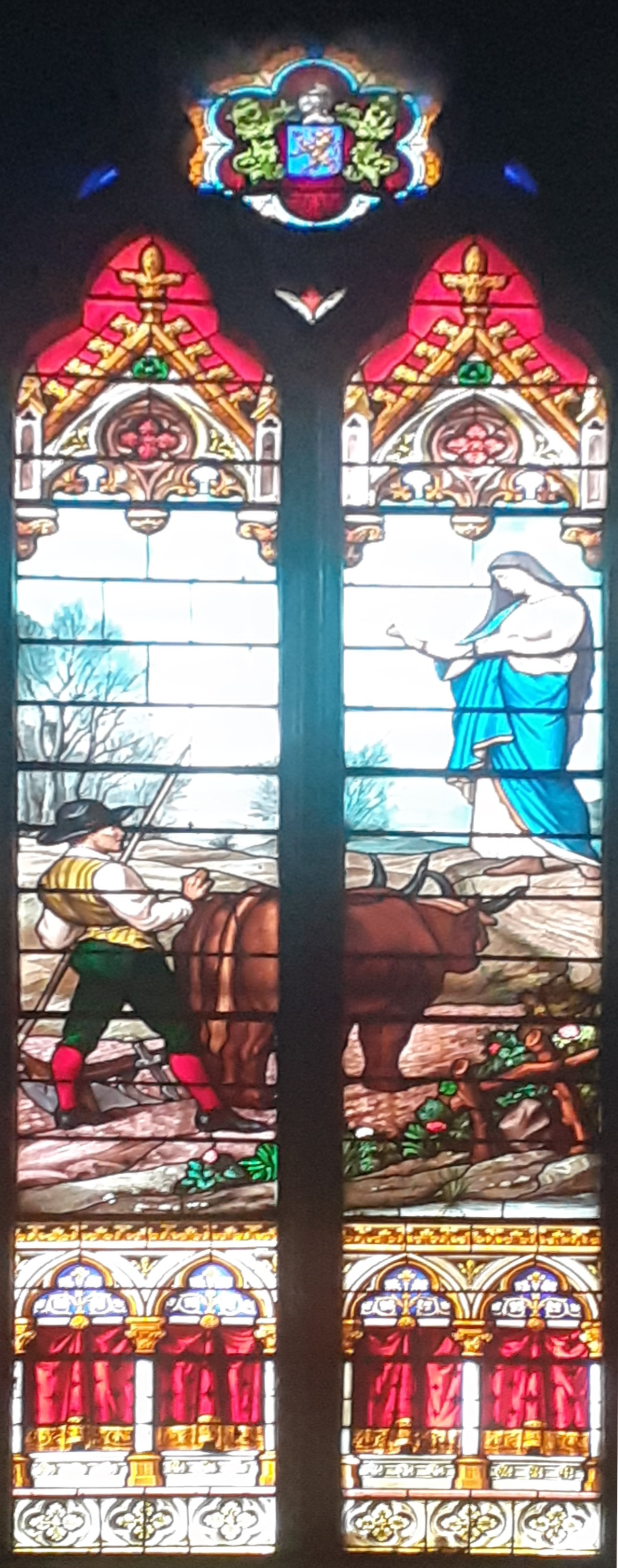
Vitrail du chœur (apparition de la Vierge).

#### Crypte

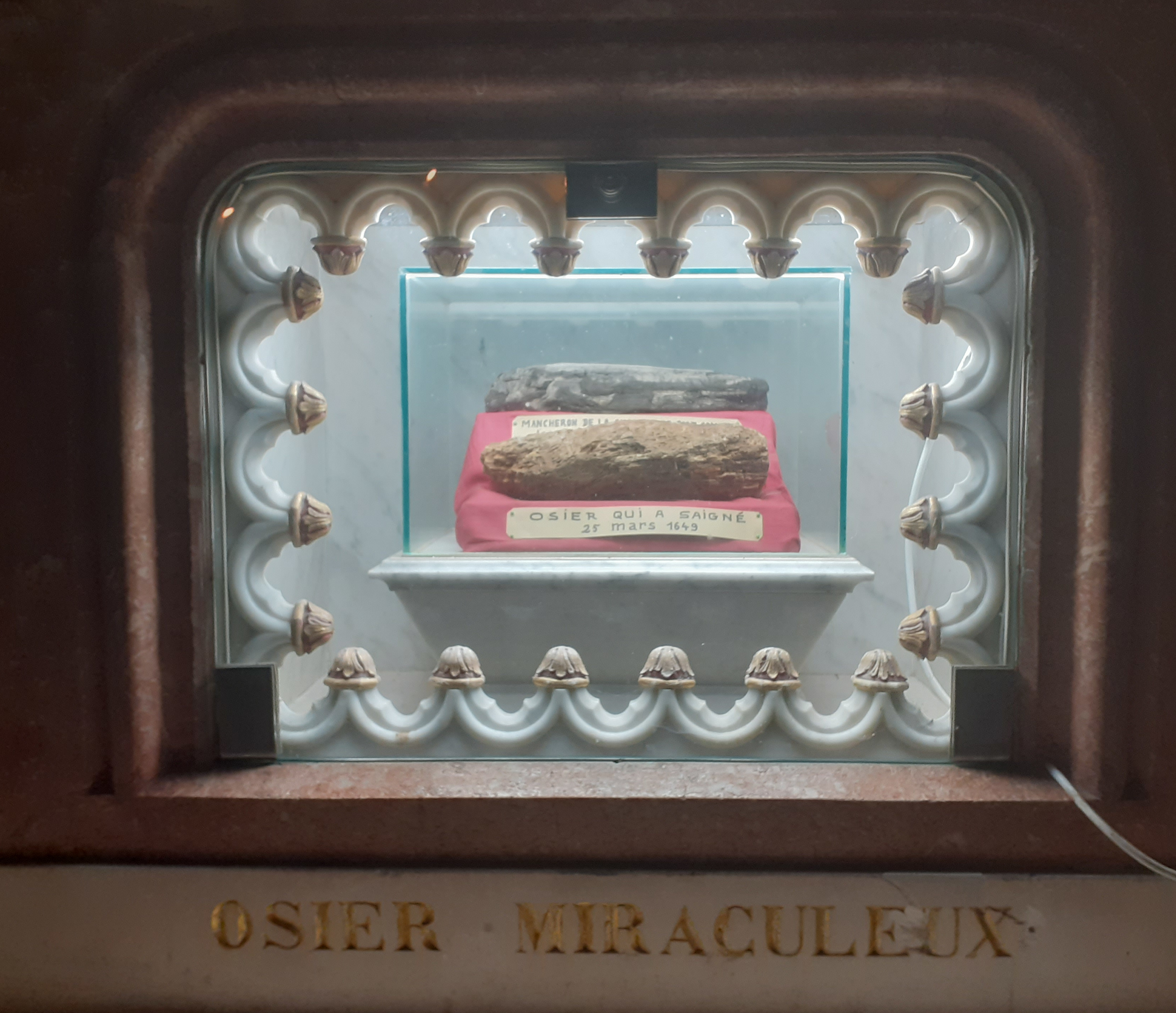
Relique de l'Osier déposée dans une chapelle latérale.

Dans la sacristie, située sur le flanc Est de l'église, ont été redécouverts en 1966, à l'occasion de fouilles, la sépulture du voyant Pierre Port-Combet, ainsi que les vestiges de l'Osier qui avait saigné. Ces reliques ont été découvertes à 1,8 m sous le dallage actuel.
Au pied du bras Est du transept, se trouve l'entrée d'une crypte protégeant l'emplacement originel de l'osier sanglant ainsi que la sépulture de Pierre Port-Combet. Cet espace en terre battue bas de plafond, laisse apparaître une partie des fondations de la basilique ainsi que l'emplacement de l'osier miraculeux, matérialisé par un puits. Dans ce puits, il est possible d'observer la variation du niveau d'eau du sous-sol. Cela a permis d'observer que le sous-sol est sujet à des variations hydrométriques importantes.